# Список переименованных населённых пунктов Ульяновской области

## 1-9
- 1-е отд. свх. Приволжский — Яблоневый
- 3-е отд. Учебного хозяйства сельскохозяйственного института — Пятисотенный

## А-В
- Безобразовка — Октябрьское (1960),
- Белорыбка — Белая Рыбка (2005)[1]
- Бештановка — Заречное (1960)
- Большая Кобелевка — Калиновка
- Верхние Коки — Сосновка

## Г-И
- Голодяевка — Дубровка
- Голодяевка — Междуречье (1964)
- Голодяевка — Садовое (1960)
- Горюшка — Гавриловка
- Грязнуха — Волжское
- Грязнуха — Луговое
- Грязнуха — Приморское
- Дворянское — Верхнее Свияжское (1928).

## К-Н
- Кобелевка — Красные Горы
- Кобелевка — Калиновка (1960)
- Крахмальный завод — Родничок
- Мелекесс — Димитровград
- Мелзавод — Меловой
- Нижние Коки — Белогорское
- Новые Домосердки — Черёмушки
- Новая Зиновьевка — Красная Зорька (1937).

## О-Т
- Погибелка — Красносурское (1952)
- Симбирск — Ульяновск (1924)
- Собакино — Красноборск (1960)
- свх. Правда — Дивный
- свх. Приволжский — Липки
- свх. Россия — Зелёная Роща
- свх. Ульяновский — Плодовый
- свх. Ундоровский — Крутояр
- Соплёвка — Красный Бор (1934)[2]
- Спешневка — Свияжный
- Средняя Бесовка — Александровка
- Охотничья — Станция-Охотничья (2015) [1]
- Старые Домосердки — Поддубное (1964)
- Старая Зиновьевка — Новый Дол (1937)
- Старый Салаван — Новочеремшанск
- Сурский Острог — Первомайское
- Сызранский — Октябрьский

## У-Я
- Ульяновская опытная станция по картофелю — Красноармейский
- Хренов Хутор — Лесные Поляны (1960)
- Часовня — Малиновка (в составе г. Инза)
- Языково — Языковка (2005)